# 董學益
董学益（1602年—1622年），字伯虞，號无矜，河南开封府禹州人。明朝政治人物。

## 生平
少聪慧，读书过目不忘。天启元年（1621年）河南鄉試第一名舉人。天啓二年（1622年）聯捷壬戌科進士。為人簡樸，僅青袍一件。大理寺觀政，不久卒於京師。

## 家族
父董九贡，萬曆二十三年乙未进士。伯父董九敘，萬曆十年舉人。